# Philoxène (général)
Pour les articles homonymes, voir Philoxène.
Philoxène (en grec ancien Φιλόξενος / Philoxenos) est un officier macédonien sous le règne d'Alexandre le Grand. Il est désigné satrape de Cilicie en 321 av. J.-C.

## Biographie
Philoxène est désigné pour surveiller la collecte des tributs dans les provinces du nord du mont Taurus après le retour d'Alexandre d'Égypte en 331. Cependant, il n'assume pas immédiatement ce commandement car il est d'abord envoyé par Alexandre après la bataille de Gaugamèles prendre possession de Suse et des trésors qui y sont déposés ; ce qu'il effectue sans aucune opposition. Après cela, il sembler qu'il reste relativement dans ses fonctions en Asie Mineure, jusqu'au début 323, lorsqu'il envoie des troupes depuis la Carie jusqu'à Babylone, où il arrive juste avant la dernière maladie du roi. 
Lors des accords de Babylone après à la mort d'Alexandre, il ne reçoit aucun satrapie. Mais en 321, il est nommé par Perdiccas pour succéder à Philotas dans le gouvernement de la Cilicie. Les moyens qu'il utilise pour concilier ensuite les faveurs d'Antipater sont inconnus. Les accords de Triparadisos, suivant la chute de Perdiccas, l'autorisent à conserver sa satrapie de Cilicie. Il n'existe aucune information à son sujet après ces épisodes.

## Sources antiques
- Arrien, Anabase [lire en ligne].
- Diodore de Sicile, Bibliothèque historique [détail des éditions] [lire en ligne], XIX.
- Justin, Abrégé des Histoires philippiques de Trogue Pompée [détail des éditions] [lire en ligne].